# ويلبيرن كارترايت
ويلبيرن كارترايت هو مدرس ومحامي وسياسي أمريكي، ولد في 12 يناير 1892 في Georgetown, Tennessee ‏ في الولايات المتحدة، وتوفي في 14 مارس 1979 في أوكلاهوما سيتي في الولايات المتحدة. نشط حزبياً في الحزب الديمقراطي. وقد انتخب عضو مجلس ولاية أوكلاهوما ‏ وانتخب عضو مجلس نواب أوكلاهوما ‏ وانتخب عضو مجلس النواب الأمريكي ‏.